# Radio Thailand
Radio Thailand (thailändisch สถานีวิทยุกระจายเสียงแห่งประเทศไทย, RTGS Sathani Witthayu Krachaisiang Haeng Prathet Thai) ist die Hörfunksparte der National Broadcasting Services of Thailand (NBT, thailändisch สถานีวิทยุโทรทัศน์แห่งประเทศไทย, RTGS Sathani Witthayu Thora That Haeng Prathet Thai, deutsch ‚Radio- und Fernsehstation von Thailand‘), die der 1933 eingerichteten Abteilung für Öffentlichkeitsarbeit (thailändisch กรมประชาสัมพันธ์, RTGS Krom Pracha Samphan, englisch Public Relations Department, PRD) der thailändischen Regierung unterstehen. Den Fernsehbereich bildet NBT TV. NBT ist Mitglied der Asia-Pacific Broadcasting Union (ABU). Die Adresse ist 236 Vibhavadi Rangsit Road, Din Daeng, Bangkok 10400.

## Programme
Radio Thailand unterhält etwa 100 Sender an etwa 70 Orten in Thailand. In der Hauptstadt Bangkok sind das neben dem National Radio Network (UKW 92,5 MHz, MW 891 kHz und DAB) die UKW-Frequenzen 88,0 MHz (English Service), 93,5 MHz (mit Top Radio), 95,5 MHz (mit Hitz 955), 97,0 MHz (mit Quality News Station) und 105,0 MHz (Happy Family Radio) sowie die MW-Frequenzen 819 kHz (Live Broadcasts) und 1467 kHz (Learning and Warning Radio).

### Auslandsdienst
Als Auslandsrundfunk auf Kurzwelle und im Internet wird der Radio Thailand World Service betrieben, nach seinem Rufzeichen auch HSK9 genannt (wobei HS laut VO Funk für Thailand steht).
Fremdsprachige Rundfunksendungen aus Thailand gibt es bereits seit dem 20. Oktober 1938. Damals gab es zunächst Sendungen in englischer und französischer Sprache, die sich an Bewohner der britischen und französischen Kolonien in der Region richteten. Während des Zweiten Weltkriegs wurde der Auslandsdienst um mehrere asiatische Sprachen erweitert: zunächst Burmesisch, Hindi, Japanisch und Malaiisch, später kamen weitere Sprachen der Region hinzu.
Ein weiterer Ausbau des Programms erfolgte 1994. So begannen am 4. Juni jenes Jahres die täglichen, viertelstündigen Sendungen in deutscher Sprache. Für die Kurzwellensendungen wurden zunächst Sendeanlagen in Bangkok und Bang Phun genutzt. Seit August 1994 wird der Kurzwellensender Udon Thani mit einer Leistung von 500 kW betrieben. Dieser ist auch als Relaisstation für die Voice of America in Gebrauch.
Die deutschsprachige Sendung wurde 2021 eingestellt.